# Крестьянское восстание в селе Лада
Крестьянское восстание в селе Лада — вооружённый конфликт между Красной армией и крестьянами, которой произошёл 14 ноября 1918 году в селе Лада Саранского уезда из-за недовольства населения продразвёрсткой.

## Начало конфликта
Вечером 12 ноября в Ладу прибыл продотряд из города Владимира, состоявший из 10 рабочих и красноармейцев, вооружённых винтовками. Его возглавляли командир отряда, комиссар Платон Семёнов и комиссар-агитатор Анна Яковлевна Лусс (1897—1918). Они уточняли по домам количество излишков хлеба. Вечером 13 ноября состоялось совместное закрытое заседание продотряда, членов комбеда и Совета, где были комиссар военкомата города Саранска Назаров, председатель уездной земельной управы Федяев и Сулейкин. Продотряд выполнил свою задачу и утром решил покинуть Ладу, обязав комбед и председателя Совета Бурмистрова поставить излишки зерна на ссыпной пункт.

## Восстание
Но утром 14 ноября на сельской площади перед домом, где квартировали руководители продотряда, собралось более 2 тысяч крестьян Лады и ближних селений. Семёнов и Лусс пытались успокоить толпу. Командир успел сделать предупредительный выстрел из револьвера вверх, комиссар стреляла в атакующих и ранила одного крестьянина. В ответ толпа набросилась на рядовых продармейцев, находившихся на площади без оружия.
О событиях в Ладе сообщил в Саранск по телефону заведующий почтой Максимов.
Был создан сводный вооружённый отряд, численностью более 200 человек, под командованием исполняющего обязанности председателя Саранской ВЧК Л. Ф. Щербинского. На дороге от железнодорожной станции к селу Лада восставшие при содействии сельского священника устроили засаду. Ожидалась помощь из села Пятина. Но к вечеру 14 ноября Лада была взята и объявлена на осадном положении.

## Последствия
Анна Лусс, командир продотряда Платон Семёнов и 6 продармейцев были изуродованы и убиты восставшими. Именем Анны Лусс была названа улица в Саранске.
Для устрашения крестьян публично расстреляли 12 повстанцев, в том числе одну женщину. По разным данным было арестовано от 120 до 180 селян, а также Назаров (Федяев и Сулейкин скрылись), члены комбеда и Совета. Власть в Ладе перешла к созданному военно-революционному Совету.